# Dromiidae
Dromiidae, còn được gọi là cua bọt biển, cua lông nhung, cua hải miên hay cua xốp, là một họ cua. Chúng là những loài cua kích thước nhỏ đến trung bình, có khả năng mang theo những con bọt biển sống để bảo vệ bản thân. Hai cặp chân sau cùng của chúng ngắn hơn, hướng về phía mai cua, có nhiệm vụ giữ con bọt biển ở đúng chỗ. Bọt biển phát triển cùng với cua và trở thành một chiếc "lá chắn".

## Phân loại
Họ Dromiidae gồm những phân họ và chi sau:
Dromiinae De Haan, 1833
- Alainodromia McLay, 1998
- Ameridromia † Blow & Manning, 1996
- Ascidiophilus Richters, 1880
- Austrodromidia McLay, 1993
- Barnardomia McLay, 1993
- Conchoecetes Stimpson, 1858
- Cryptodromia Stimpson, 1858
- Cryptodromiopsis Borradaile, 1903
- Desmodromia McLay, 2001
- Dromia Weber, 1795
- Dromidia Stimpson, 1858
- Dromidiopsis Borradaile, 1900
- Dromilites † H. Milne-Edwards, 1837
- Epigodromia McLay, 1993
- Epipedodromia André, 1932
- Eudromidia Barnard, 1947
- Exodromidia Stebbing, 1905
- Foredromia McLay, 2002
- Fultodromia McLay, 1993
- Haledromia McLay, 1993
- Hemisphaerodromia Barnard, 1954
- Homalodromia Miers, 1884
- Kerepesia † Müller, 1976
- Kromtitis † Müller, 1984
- Lamarckdromia Guinot & Tavares, 2003
- Lauridromia McLay, 1993
- Lewindromia Guinot & Tavares, 2003
- Lucanthonisia † Van Bakel, Artal, Fraaije & Jagt, 2009
- Mclaydromia Guinot & Tavares, 2003
- Metadromia McLay, 2009
- Moreiradromia Guinot & Tavares, 2003
- Noetlingia † Beurlen, 1928
- Paradromia Balss, 1921
- Petalomera Stimpson, 1858
- Platydromia Brocchi, 1877
- Pseudodromia Stimpson, 1858d
- Speodromia Barnard, 1947
- Stebbingdromia Guinot & Tavares, 2003
- Sternodromia Forest, 1974
- Stimdromia McLay, 1993
- Takedromia McLay, 1993
- Tumidodromia McLay, 2009
- Tunedromia McLay, 1993

Hypoconchinae Guinot & Tavares, 2003
- Hypoconcha Guérin-Méneville, 1854

Sphaerodromiinae Guinot & Tavares, 2003
- Eodromia McLay, 1993
- Frodromia McLay, 1993
- Sphaerodromia Alcock, 1899